# Gregorio Dati

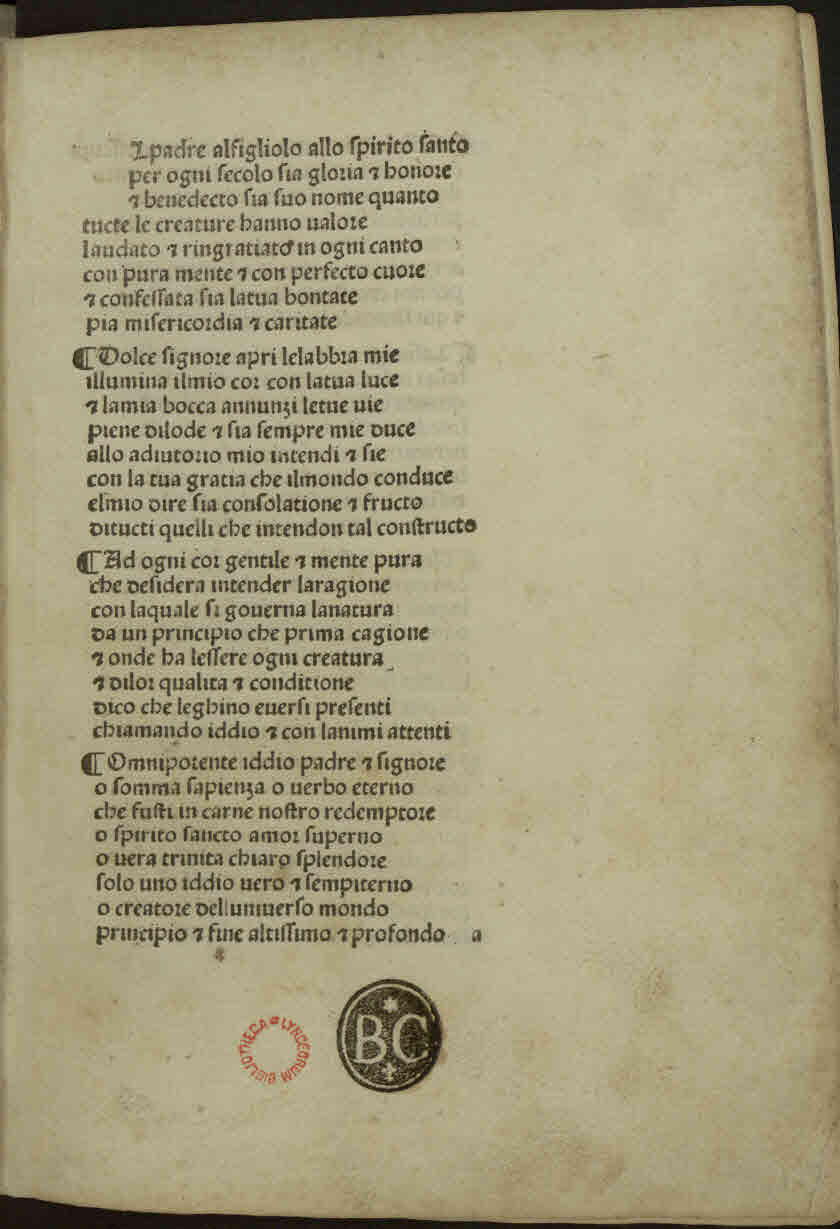
Sfera, 1487

Gregorio Dati, o Goro Dati (Firenze, 15 aprile 1362 – Firenze, 17 settembre 1435), è stato un mercante e scrittore italiano.

## Biografia

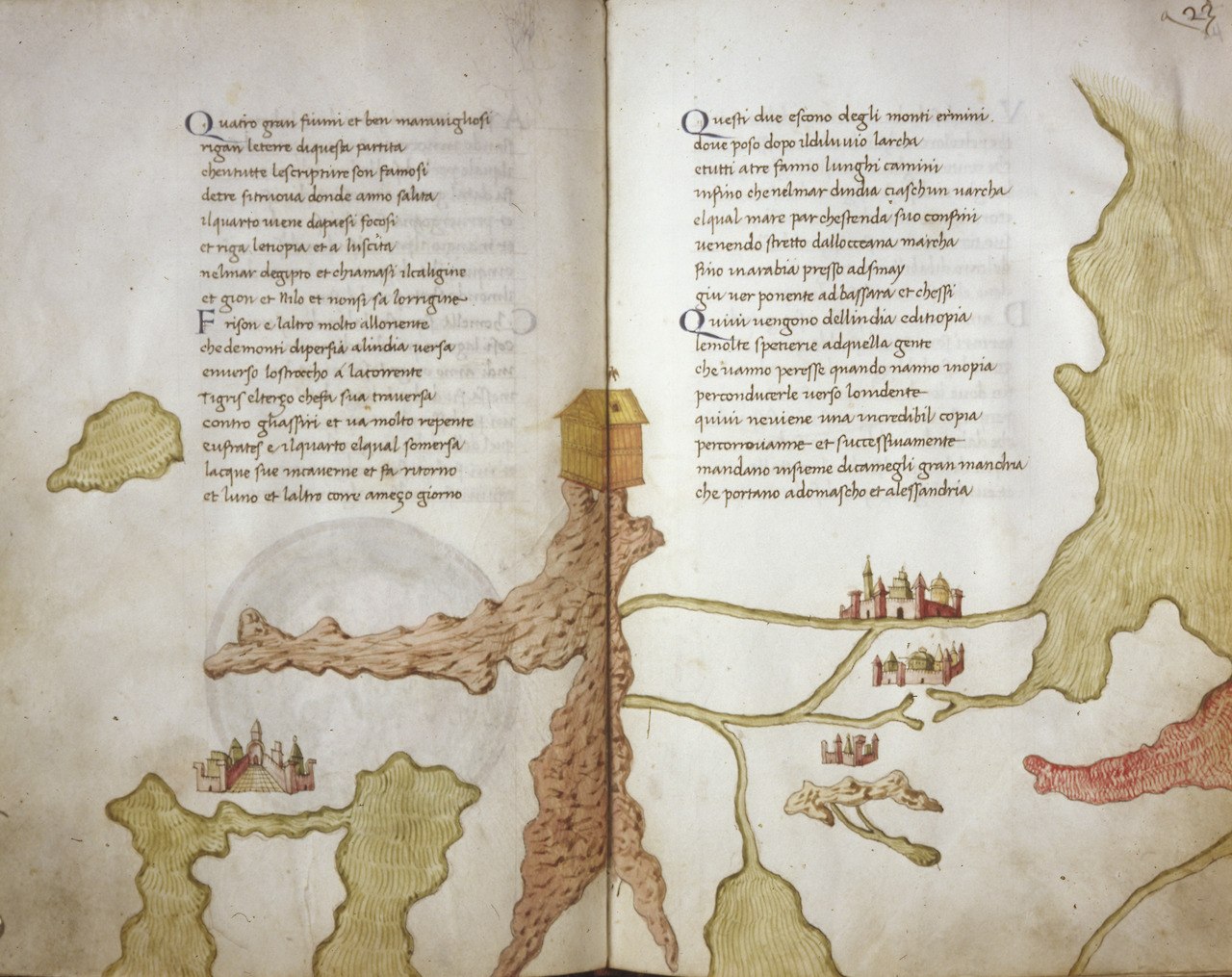
Sfera, 1487

In linea con la tradizione famigliare e accogliendo favorevolmente i valori innovativi proposti dalla società borghese e mercantilistica, svolse una fiorente attività politica e commerciale.
A causa del commercio della seta viaggiò anche all'estero e ricoprì la carica di console dell'Arte della Seta.
Si sposò quattro volte: la prima, nel 1388, fu Bindecca di Bonaccorso Berardi, un suo socio; essa morì due anni dopo, in seguito ad una lunga malattia e mentre era incinta.
Nel settembre del 1390 Dati si trasferì a Valencia per operazioni commerciali dove ebbe un figlio illegittimo, che poi riconobbe e mandò a Firenze. Nel 1393 sposò Isabella di Neri, Villamuzzi, grazie alla quale migliorò le sue condizioni economiche; dalla coppia nacquero otto figli.
Nell'ultimo decennio del secolo Dati viaggiò frequentemente per lavoro in Spagna, a Valencia, a Maiorca e a Barcellona, ma ebbe problemi finanziari.
Nel 1402 morì anche la moglie Bindecca e l'anno successivo si risposò con Ginevra di Antonio di Piero Piuvichesi, che gli portò una ricca dote: la coppia ebbe undici figli. Dopo la morte della terza moglie, di parto, nel 1419, due anni dopo Dati si sposò per una quarta volta con Caterina di Dardano di Niccolò Guicciardini, dalla quale ebbe altri sette figli.
Oltre alla sua attività commerciale Dati si dedicò anche alla vita politica fiorentina, sia nella carica di console dell'arte della seta con la propria corporazione sia con cariche di magistratura. Nel 1412 fu eletto per la prima volta gonfaloniere di Compagnia, nel 1417 fu provveditore alle Gabelle di Pisa, nel 1419 provveditore allo Spedale, nel 1424 podestà di Montale, nel 1425 priore e camerlengo dell'arte, nel 1429 gonfaloniere di Giustizia.
Come cronista storico scrisse la Istoria di Firenze, suddivisa in nove libri, nella quale raccolse gli avvenimenti a lui contemporanei, presentandoli sotto forma di dialogo. Descrisse, in particolar modo le mire espansionistiche dei fiorentini ed i dissidi con Gian Galeazzo Visconti, ma anche di altri avvenimenti riguardanti l'Italia. Infatti, alla guerra tra Firenze e i Visconti sono dedicati i primi sei libri, invece il settimo approfondisce le conseguenze di quel conflitto e le successive conquiste territoriali fatte da Firenze in Toscana e in Umbria; l'ottavo è dedicato alla storia di Firenze dalle origini fino alla guerra col papa terminata nel 1368; il nono descrive l'amministrazione politica fiorentina. Questa opera ha, nel corso dei secoli, ricevuto elogi e critiche, i primi per la sua brillantezza, per l'importanza attribuita alla "ragione" sulle cause dei fatti, e perché l'autore è stato un precursore di approfondimenti storico-politici-diplomatici esaminati a fondo nei secoli successivi, i secondi invece per i suoi preconcetti medioevali e per la carenza di spirito critico rinascimentale.
Nel Libro segreto, invece raccolse le memorie familiari e le sue convinzioni morali, oltre che numerose notizie sulla vita, sui costumi e sulle abitudini dei ceti commerciali fiorentini fra il XIV secolo ed il XV secolo, intrise da una grande fiducia nella Provvidenza.
Gli si è attribuito il poemetto La Sfera di argomento mitologico e geografico, reso importante anche per la presenza di preziose carte antiche; ma più probabilmente è opera di suo fratello Leonardo, umanista domenicano.

## Opere
- Sfera, Firenze, Johann Petri, 1472.

### Edizioni
- Sfera, Venezia, Gabriele di Pietro, 1475.
- Sfera, Firenze, 1477.
- Sfera, Firenze, Bartolomeo de' Libri, 1482.
- Sfera, Firenze, Bartolomeo de' Libri, 1487.
- Sfera, Firenze, Bartolomeo de' Libri, 1488.
- Sfera, Milano, Leonard Pachel, 1490.
- Sfera, Firenze, Lorenzo Morgiani, 1495.
- Sfera, Firenze, Bartolomeo de' Libri, 1495.
- Sfera, Firenze, Piero Pacini, 1514.